# Condat-sur-Vienne
Condat-sur-Vienne este o comună în departamentul Haute-Vienne din centrul Franței. În 2009 avea o populație de 4.684 de locuitori.

## Evoluția populației
| An        | 1975  | 1982  | 1990  | 1999  | 2006  | 2009  |
| --------- | ----- | ----- | ----- | ----- | ----- | ----- |
| Populație | 2.108 | 3.509 | 4.090 | 4.249 | 4.544 | 4.684 |